# Guerre entre Rus' et Byzantins (907)
Pour les articles homonymes, voir Siège de Constantinople et Guerre entre Rus' et Byzantins.
 (septembre 2009).
Si vous disposez d'ouvrages ou d'articles de référence ou si vous connaissez des sites web de qualité traitant du thème abordé ici, merci de compléter l'article en donnant les références utiles à sa vérifiabilité et en les liant à la section « Notes et références ».
Guerre entre Rus' et Byzantins
Batailles
- Expédition des Rus' en Paphlagonie (830)
- Guerre entre Rus' et Byzantins (860)
- Guerre entre Rus' et Byzantins (907)
- Guerre entre Rus' et Byzantins (941)
- Guerre entre Rus' et Byzantins (968-971) (Arcadiopolis (970)
- Dorystolon (971))
- Guerre entre Rus' et Byzantins (1024)
- Guerre entre Rus' et Byzantins (1043)

La guerre entre les Rus' et les Byzantins de 907 est associée dans la Chronique des temps passés avec le nom d'Oleg le Sage. Cette chronique insinue que cette guerre ait été le plus grand succès militaire des Rus' contre l'Empire byzantin. Paradoxalement les écrits grecs n'en font mention nulle part.

## Récit de laChronique des temps passés
La Chronique décrit l'expédition de 907 avec de nombreux détails. Le souvenir de cette campagne semble s'être transmis oralement chez des générations de Rus'. Cela peut se justifier par l'abondance de faits imagés qui appartiennent à leur folklore plutôt qu'à leur histoire.
On raconte que les Byzantins ont essayé d'empoisonner Oleg avant son arrivée à Constantinople. Le dirigeant rus', réputé pour avoir des pouvoirs divinatoires, aurait refusé de boire la coupe empoisonnée. Lorsque sa marine arrive en vue de Constantinople, il trouve la porte de la cité fermée et l'entrée du Bosphore barrée par des chaînes en fer.
À ce moment, Oleg recourt à un subterfuge: il débarque sur la côte et équipe ses 2 000 monoxyles avec des roues. Après que ses bateaux sont transformés ainsi en véhicules et disposant d'un vent favorable, il les amène aux murailles de la cité et fixe son bouclier aux portes de la ville impériale. À sa vue, les Byzantins prennent peur et demandent l'ouverture de négociations de paix.
Celles-ci soulagent la cité de cette menace et conduit à la signature du traité de Constantinople. À la suite de ce traité, les Byzantins doivent payer un tribut de 12 hryvnias à chaque marins des navires rus'.

## Interprétations
Le fait que la campagne d'Oleg ne relève pas de la fiction est attestée d'après le texte authentique du 
Traité entre Rus' et Byzantins de 911 (en) mentionné dans la Chronique, bien que son autenticité soit difficile à démontrer. Les historiens actuels ont tendance à expliquer le silence des écrits grecs au sujet de cette excursion par la chronologie imprécise de la Chronique des temps passés. Certains supposent que ce raid se soit en réalité déroulé en 904, lorsque les Byzantins se retrouvent en guerre contre Léon de Tripoli. Une hypothèse plus probable est avancée par Boris Rybakov et Lev Goumilev : le compte-rendu de la campagne renvoie en fait à la guerre entre Rus' et Byzantins de 860, décrites par erreur dans les sources slaves comme un échec des Kiéviens.
Malgré des conflits armés récurrents, les relations entre les Rus' et les Byzantins semblent avoir été la plupart du temps paisibles. La première christianisation des Rus' est rapportée par le patriarche Photios de Constantinople dans les années 860. Dans une de ses lettres, le patriarche Nicolas Mystikos menace de déclencher une invasion rus' sur la Bulgarie. Les historiens suggèrent d'après ces lettres que les Byzantins ont la possibilité de manipuler les Rus' contemporains d'Oleg pour leurs propres fins politiques.
En outre, des contingents importants de Rus' se joignent aux forces byzantines et prennent part à leurs expéditions navales tout au long du Xe siècle. Un escadron de 700 mercenaires rus' participe à l'expédition crètoise de 902. De même une unité de 415 Varègues est impliquée dans l'expédition en Italie de 936. Treize années plus tard, 629 fantassins rus' naviguent sur neuf navires en accompagnement des Byzantins pour leur nouvelle expédition contre la Crète.